# Rebana
Rebana est un nom qui désigne plusieurs types de tambours sur cadre, tambours en tonneau et timbales utilisés en Malaisie, à Bruneï et en Indonésie.

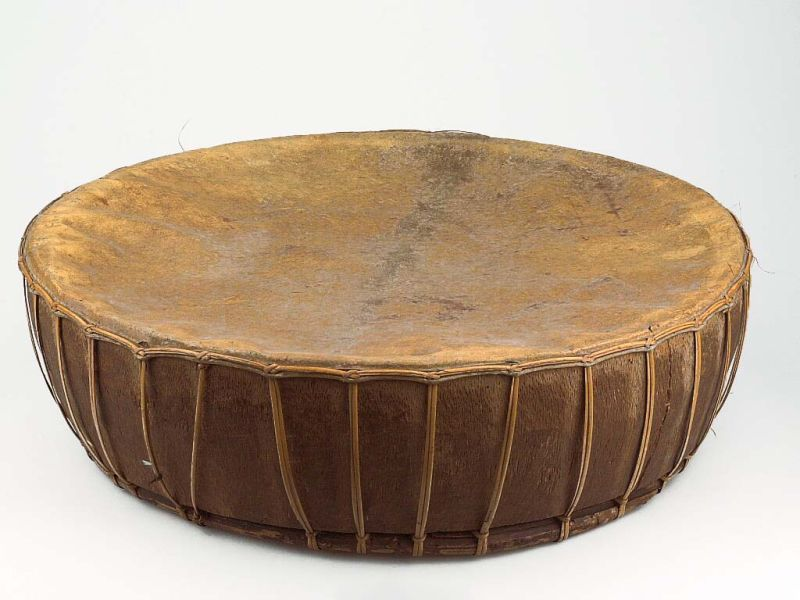
Un rebana indonésien (avant 1937).

## Les différents instruments
- Le tambour sur cadre : le rebana de Sumatra n'a qu'une membrane en peau de chèvre et un large cadre en bois de 12 à 45 cm de diamètre et parfois des grelots[1].

- Les timbales : 
  - Le rebana besar de Malaisie (Kelantan) a un diamètre de 91 cm et une largeur de 55 cm. Le fut est fait en bois de merbau et la membrane est en peau de buffle ou de vache. Il a à sa base 15 excroissances en bois permettant de l'accorder. Il repose sur un socle.
  - Le rebana ubi du Kelantan et Terengganu en Malaisie, est similaire mais de tailles variables et plus restreintes (45 à 68 cm de diamètre et 35 à 50 cm de large).
  - Le rebana kecil ou rebana anak est une plus petite version de 38 cm de diamètre pour 30 cm de large.
  - Le rebana ou rebana berarak a une forme plus en cuvette et plusieurs tailles (ibu ou anak).
  - Le rebana riba ou redap, en est une version plus petite utilisée dans les rituels chamaniques.
  - Le rebana hadrah à Johore.
- Le tambour en tonneau : le rebana kecubong est un tambour cylindrique de 40 cm de long et 30 cm de diamètre avec une membrane en peau de chèvre.

## Jeu
En Indonésie, le rebana est utilisé par les populations malaises et de culture proche, comme les Minangkabau de l'ouest de Sumatra.
En Malaisie, on l'utilise soit dans des danses traditionnelles, soit dans de la musique religieuse musulmane ou chamanique.
De manière générale, les gros tambours sont frappés à l'aide de mailloches et les petits à l'aide des mains ou d'une combinaison des deux.